# Contea di Central Desert
La contea di Central Desert è una delle 16 Local Government Areas che si trovano nel Territorio del Nord, in Australia. Essa si estende su di una superficie di 282.090 chilometri quadrati ed ha una popolazione di 4.743 abitanti. La sede del consiglio si trova ad Alice Springs, al di fuori dei confini della contea.